# Chiesa di Sant'Oliva (Cefalù)
La chiesa di Sant'Oliva è un edificio religioso di Cefalù.

## Descrizione
Si trova sul lato sud di via Candeloro (in origine un torrente), alle spalle del Seminario Vescovile. Fu edificata nel 1787 ed è sede della devozione del "settenario".
La semplice facciata, affiancata da due piccoli campanili, presenta un portale in tufo con un arco a tutto sesto, sormontato da una finestrella ad arco ribassato con coronamento a timpano. Lo scalino di ingresso reca la data di edificazione della chiesa. L'interno è a navata unica.